# L'eredità di Caino
L'eredità di Caino è un film del 2006 diretto da Luca Acito e Sebastiano Montresor che prende il titolo da un racconto di Leopold von Sacher-Masoch ed è ispirato alla figura dello scrittore e ad alcuni personaggi femminili delle sue opere.